# جوليان هيننغسن
جوليان هيننغسن (بالإنجليزية: Juliane Henningsen)‏ (من مواليد 1984) هي سياسية من جرينلاند انتُخبت في البرلمان الدنماركي في عام 2007 كأحد ممثلي جرينلاند. خدمت حتى عام 2011 ولم يتم إعادة انتخابها في عام 2015، غادرت السياسة للانضمام إلى فريق الإدارة في شركة صيد سمك الهلبوت في جرينلاند بمسقط رأسها إيلوليسات.

## سيرتها الذاتية
وُلدت هيننغسن في 29 يوليو 1984 في إيلوليسات بجرينلاند، وهي ابنة الرسام نيلز هيننغسن وإيلين كروز. كانت هيننغسن عضوًا في برلمان جرينلاند منذ عام 2005، ممثلةً للحزب الانفصالي اليساري في جرينلاند (حزب مجتمع الشعب)، ثم مثلت حزب مجتمع الشعب في البرلمان الدنماركي من 13 نوفمبر 2007 حتى 15 سبتمبر 2011. عملت هيننغسن أثناء عضويتها في البرلمان الدانمركي في العديد من اللجان بما في ذلك لجنة البيئة والتخطيط، ولجنة جرينلاند، ولجنة السياسة الخارجية. كما كانت ممثلةً للمجلس الشمالي حيث كانت عضوًا في البرلمانيين في القطب الشمالي
وبعد مرور فترة عضويتها في البرلمان الدنماركي، اعتقدت هيننغسن أنها نجحت في دعم مصالح جرينلاند فيما يتعلق بصيد الحيتان وكلاب البحر في الاتحاد الأوروبي وكذلك في تمثيل المصالح الاجتماعية للبلاد.
أعلنت هيننغسن في تشرين الأول / أكتوبر 2015 أنها ستغادر حزب مجتمع الشعب عندما تكمل دراستها الجامعية وستنضم إلى فريق الإدارة في هاليبوت جرينلاند والذي سيكون في مصلحة عائلتها.
أثنت زعيمة حزب مجتمع الشعب، سارا أولشفيج، عل هيننغسن وفترة خدمتها في السياسة قائلةً: "لقد قدمت جوليان على مدى السنوات القليلة الماضية مساهمة هائلة في السياسة في جرينلاند، سواء في برلمان جرينلاند وفي البرلمان الدنماركي. كما كانت واحدة من سياسينا الرياديين الشباب، الذين يتعاملون علانيةً مع مجالات السياسة الهامة والصعبة.